# Mwambutsa Syarushambo Butama
Mwambutsa Syarushambo Butama war König des Königreiches Burundi von 1767 bis 1796.
Er war der Nachfolger von Mutaga III. Senyamwiza. Er ist auch bekannt als Mwambutsa I. Mbariza bzw. Mwambutsa III. Mbariza.
Sein einziger Sohn war Ntare IV. Rutaganzwa Rugamba.
| Vorgänger              | Amt                         | Nachfolger        |
| ---------------------- | --------------------------- | ----------------- |
| Mutaga III. Senyamwiza | König von Burundi 1767–1796 | Ntare IV. Rugamba |

| Personendaten    | Personendaten                              |
| ---------------- | ------------------------------------------ |
| NAME             | Mwambutsa Syarushambo Butama               |
| KURZBESCHREIBUNG | König des Königreiches Burundi (1767–1796) |
| GEBURTSDATUM     | vor 1767                                   |
| STERBEDATUM      | nach 1795                                  |